# A Invenção do Cotidiano
A Invenção do Cotidiano é um livro escrito por Michel de Certeau que examina as maneiras em que as pessoas individualizam a cultura de massa, alterando coisas desde objetos utilitários até planejamentos urbanos e rituais, leis e linguagem, de forma a apropriá-los. O livro foi publicado originalmente em Francês sob o título L'invention du quotidien. Vol. 1, Arts de faire (1980). O livro é um dos textos-chave no estudo do cotidiano.
A Invenção do Cotidiano re-examina fragmentos e teorias relacionadas de Kant e Wittgenstein com Bourdieu, Foucault e Détienne, no contexto de um novo modelo teórico proposto pelo autor. Alguns consideram a obra como sendo extremamente influente em um movimento onde o foco dos estudos culturais é o consumidor, e não o produtor ou o produto.[carece de fontes?]

## Capítulo Introdutório
A Invenção do Cotidiano começa destacando que, apesar de as ciências sociais possuírem a capacidade de estudar as tradições, linguagem, símbolos, arte e artigos de troca que compõem uma cultura, lhe faltam formalismos para examinar as maneiras como as pessoas se reapropriam destas coisas em situações cotidianas.
Certeau argumenta que esta é uma omissão perigosa, pois na atividade do re-uso encontra-se uma abundância de oportunidades para pessoas comuns subverterem os rituais e representações que as instituições buscam impor sobre eles.
Sem um claro entendimento deste tipo de atividade, as ciências sociais se limitam a criar nada mais do que um retrato das pessoas que são não-artistas (significando não-criadores e não-produtores), passivos e fortemente sujeitos à cultura recebida. De fato, este mal-entendido nasce do termo "consumidor". Ao invés de "consumidor", a palavra "usuário" é oferecida no livro, e o conceito de "consumo" é expandido através da frase "procedimentos de consumo" que eventualmente se transforma em "táticas de consumo".
No livro, a vida comum é retratada com uma luta subconsciente e constante contra as instituições que competem para assimilar o homem comum do dia-a-dia [pessoa]. A principal meta do livro é compilar um vocabulário de conceitos, questões e perspectivas que tornariam possível a discussão formal das atividades "táticas" do dia-a-dia que se escondem atrás da máscara da conformidade.

### Os Conceitos-Chave
Certeau define dois tipos de comportamento: o estratégico e o tático. Ele retira estes termos do seu contexto militar e lhes atribui novos significados. Ele descreve as instituições em geral como "estratégicas" e as pessoas comuns, não-produtoras, como "táticas".
Uma estratégia é uma entidade que é reconhecida como uma autoridade - pode ser qualquer coisa, desde uma instituição ou uma entidade comercial até um indivíduo cujo comportamento coincide com as definições propostas pelo autor para "estratégico". Uma estratégia pode ter o status de ordem dominante, ou ser sancionada pelas forças dominantes. Ela se manifesta fisicamente por seus sítios de operação (escritórios, matriz ou quartel-general) e nos seus produtos (leis, linguagem, rituais, produtos comerciais, literatura, arte, invenções, discursos). Ela usa recursos dedicados, e espera-se que a estratégia possua um custo de operação considerável. Como ela representa um investimento enorme de espaço (construções e bens concretos) e tempo (a sua própria história e tradições), sua identidade e seu modo de operar já estão determinados. Não se pode esperar que uma estratégia seja capaz de se desestruturar e se reagrupar com facilidade, algo que um modelo tático faz com naturalidade. Em outras palavras, uma estratégia é relativamente inflexível pois ela é amarrada a um "próprio", que é a sua "localização espacial ou institucional".
O objetivo de uma estratégia é se perpetuar através das coisas que ela produz. Eficiência máxima significa ser capaz de vender o menor conjunto possível de produtos para o mercado mais amplo possível. Portanto a sua preocupação maior é a produção em massa e a homogenização do seu público-alvo. Além de criar os seus produtos, ela pode trabalhar no sentido de criar o seu próprio mercado indiretamente, através da criação da uniformidade e da necessidade. A uniformidade beneficia uma estratégia. Portanto, a estratégia se engaja no trabalho de sistematizar, de impor ordem.
A estratégia é capaz de definir a si própria como uma produtora/fabricante ao invés de usuária, e só tem um contato indireto com o seu público-alvo. Uma estratégia pode obter retorno de seus usuários através de enquetes, grupos de foco e estudos de caso enquanto seu contato com o mundo externo pode vir na forma de publicidade ou propaganda e campanhas de relações públicas.
O modelo tático de Certeau descreve indivíduos ou grupos que são fragmentados em termos de espaço e que não mantém nenhuma base específica de operações (nenhum quartel-general), mas que são capazes de realizar um agrupamento de forma ágil para responder a uma necessidade que surja. Portanto, a necessidade faz uma tática "surgir" no mundo, enquanto uma estratégia vê necessidades como coisas que talvez tenham que ser criadas após o produto.
Sem ter posses de recursos dedicados, uma tática consegue ser ágil e flexível (lean), se comparada com uma estratégia. Toda tática é baseada em improvisação e não pode depender de um "próprio"; ao invés disso, ela depende de uma economia de presentes (gift economy), em tempo (ela espera por recursos que não possui), e em explorar furos no sistema (loopholes). Uma tática infiltra, mas não tenta dominar. Este último detalhe é o que distingue o conceito de "tática" proposta por Certeau do termo "táticas de guerrilha". Uma tática não tenta vencer ou dominar, e não se envolve em sabotagem. Ciente de seu status de "fraco", a tática não faz nenhuma tentativa de enfrentar a estratégia de frente, mas tenta preencher suas necessidades enquanto se esconde atrás de uma aparência de conformidade.
Ciente de que as coisas à sua volta foram criadas para satisfazer ao mínimo denominador comum, a tática espera ter que trabalhar sobre as coisas para transformá-las em coisas suas, ou torná-las "habitáveis". Seus produtos não são necessariamente objetos (e.g. eles pode ser tão invisíveis e pessoais como a alteração de uma estória durante o processo de leitura, ou de uma receita enquanto alguém cozinha). O tático se manifesta não em seus produtos mas na sua metodologia. Ele pode ser executado por um indivíduo ou um grupo temporário que não dura o suficiente para precisar de um nome. Ao contrário da estratégia, lhe falta a estrutura centralizada e a permanência que lhe permitiria competir diretamente com alguma outra entidade.
Certeau fala que a forma difusa da tática lhe causa duas coisas: ela efetivamente neutraliza a influência de uma estratégia, e faz com que as próprias atividades da estratégia se tornem uma forma de subversão impossível de ser mapeada ou descrita. Certeau afirma que na dificuldade de identificar a tática está uma parte significativa do seu poder. Isto ocorre através dos modos inconscientes em que as pessoas tentam fazer coisas como livros e sistemas urbanos (quadras, ruas) "habitáveis" para as suas mentes. As ciências sociais, ou a ciência em geral, não podem ter a esperaça de mapear ou catalogar a atividade tática, mas pode ao menos tentar tornar possível a sua discussão formal.